# Brat i siostra
Brat i siostra (ang. My Brother and Me, 1994–1995) – amerykański serial telewizyjny nadawany niegdyś przez kanał telewizyjny ZigZap.

## Spis odcinków
| N/o            | Polski tytuł | Angielski tytuł             |
| -------------- | ------------ | --------------------------- |
|                |              |                             |
| SERIA PIERWSZA |              |                             |
|                |              |                             |
| 01             |              | The Charity                 |
|                |              |                             |
| 02             |              | The Practical Joke War      |
|                |              |                             |
| 03             |              | The Weekend Aunt Helen Came |
|                |              |                             |
| 04             |              | Robin Hood Play             |
|                |              |                             |
| 05             |              | Basketball Tryouts          |
|                |              |                             |
| 06             |              | Where's the Snake?          |
|                |              |                             |
| 07             |              | Dee Dee's Girlfriend        |
|                |              |                             |
| 08             |              | Dee Dee's Haircut           |
|                |              |                             |
| 09             |              | Dee Dee Runs Away           |
|                |              |                             |
| 10             |              | Donnel's Birthday Party     |
|                |              |                             |
| 11             |              | Alfie's Birthday Party      |
|                |              |                             |
| 12             |              | Candy Sale                  |
|                |              |                             |
| 13             |              | The Big Bully               |
|                |              |                             |